# دام پرینجان
دام پرینجان (انگلیسی: Dom Pérignon) شرکت کالای لوکس فرانسوی است، که در سال ۱۹۲۱ تأسیس شد.